# Dlouhá Loučka (okres Olomouc)
Dlouhá Loučka (německy Langendorf) je obec ležící v okrese Olomouc. Rozkládá se v podhůří Nízkého Jeseníku okolo říčky Oslavy a žije zde přibližně 2 000 obyvatel. Současná obec vznikla roku 1952 sloučením Dolní Dlouhé Loučky a Horní Dlouhé Loučky.
Ve vzdálenosti 7 km jihozápadně leží město Uničov, 13 km jižně město Šternberk, 14 km severovýchodně město Rýmařov a 15 km jihozápadně město Litovel.

## Historie

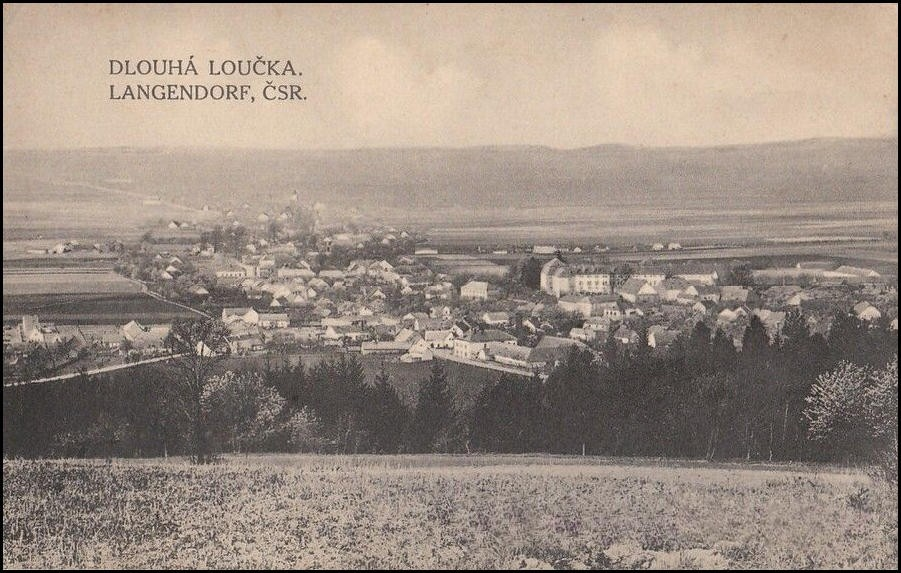
Pohled na obec od východu, dobová pohlednice, před rokem 1935

### Dějiny Dolní a Horní Dlouhé Loučky
První písemná zmínka o obci pochází z roku 1301 (Longa villa), patřila zdejším vladykům, potomkům pánů ze Sovince. Sídelní útvar byl již ve 14. století rozdělen na dva samostatné, ale stavebně se prolínající celky: větší obec Horní Dlouhá Loučka (Oberlangendorf), která zůstala v sovineckém panství, a územně menší městys Dolní Dlouhá Loučka (Unterlangendorf), původně náležející olomoucké kapitule. Dne 17. září 1788 udělil císař Josef II. městečku Dolní Dlouhá Loučka právo pořádat tři výroční trhy.
Od 17. století byl dominantním vlastníkem a dobrým hospodářem s různými podnikatelskými aktivitami Řád německých rytířů – majitelem nedalekého hradu Sovince a celého sovineckého panství. Správa sovineckého panství měla od října 1810 sídlo na zámku v Horní Dlouhé Loučce, kterou řád získal v roce 1707. Významným hospodářským objektem byl pivovar, patřící též Řádu německých rytířů. Zemědělská činnost Řádu německých rytířů se uskutečňovala na třech hospodářských jednotkách: Horní dvůr – v Horní Dlouhé Loučce, Střední dvůr a Dolní dvůr – v Dolní Dlouhé Loučce. Po roce 1850 šlo o dvě samostatné, převážně německé obce v soudním okrese Uničov. Sloučeny byly až v roce 1952, současně byly připojeny osady Křivá, Plinkout a Valšovský (Valšův) Důl.
Po vzniku Československé republiky a na základě první pozemkové reformy, jejímž významným spolutvůrcem byl Antonín Švehla, došlo k rozparcelování Středního a Dolního dvora a k prodeji českým bezzemkům z blízkého i vzdálenějšího okolí, kteří si zde postavili nové zemědělské usedlosti a vytvořili svůj nový domov. V době mezi světovými válkami bylo v obou částech obce 14 hostinských zařízení, z toho 1 hotel, 4 restaurace s tanečními sály a 4 s kuželnami.
Horní dvůr o výměře asi 200 hektarů si zakoupilo velmi ambiciózní, nově zřízené, na moderních podnikatelských principech a nejnovějších poznatcích a postupech založené Středomoravské pastevní družstvo, které poskytovalo práci i ubytování novým, převážně českým zemědělským dělníkům. Ekonomické výsledky hospodaření družstva byly velmi dobré a tak si mohlo dovolit finančně podporovat některé společenské aktivity v obci, zejména pro české občany. Protože bylo nutno postavit pro stále větší počet českých dětí v obci českou školu, byla k tomuto účelu zakoupena část zahrady u zámečku v Dolní Dlouhé Loučce. Na okraji tohoto pozemku, aby nebránil stavbě budoucí školy, byl na náklady Středomoravského pastevního družstva, zbudován a 14. července 1929 slavnostně odhalen pomník významnému prvorepublikovému státníkovi, „tvůrci pozemkové reformy“, Antonínu Švehlovi – první v Československé republice – a vedle pomníku zasazena Švehlova lípa.

### Historie školy v Dlouhé Loučce
Stavba školy byla zahájena až v dubnu 1936 a byla pojmenována Švehlova mateřská a obecná škola. Slavnostně byla tato menšinová škola otevřena již 6. září v roce 1936. Po obsazení českého pohraničí v roce 1938 byla německými občany Dlouhé Loučky busta A. Švehly z podstavce odstraněna a pravděpodobně rozbita (přesný osud není znám), z podstavce byly odstraněny nápisy a jeho torzo přečkalo až do roku 1945. Švehlova škola byla uzavřena, z průčelí na fasádě byl odstraněn nápis a v budově si Němci zřídili Hnědý dům.
Po skončení druhé světové války v květnu 1945 měl v této budově dočasné sídlo nově ustavený národní výbor. V září byla budova školy navrácena svému původnímu účelu, nápis nebyl obnoven. Torzo podstavce z pomníku bylo převezeno na místní hřbitov, kde po úpravě byl použit pro umístění desky na pomník společného hrobu, z různých míst v okolí exhumovaných 14 těl ruských zajatců. Pro nedostatek dětí byla v červnu 2002 ukončena výuka v původní Švehlově škole (místní ZŠ má v obci k dispozici další tři budovy). Bývalá školní zahrada byla předána pro výstavbu rodinných domů, vznikla tam nová ulice, pro kterou zastupitelstvo obce odsouhlasilo název Švehlova. Budova opuštěné školy byla předána humanitární organizaci Klokánek (zařízení pro děti vyžadující okamžitou pomoc) a po rekonstrukci zde bylo vytvořeno ubytování pro 20 dětí. Při slavnostním otevření 2. září 2010 byla také odhalena pamětní deska, umístěná při vstupu do budovy, která informuje o prvotním vzhledu a poslání této budovy.

### Historie poštovního úřadu v Dlouhé Loučce
Městys Dolní Dlouhá Loučka (Markt Unter Langendorf) měl vlastní poštu od 20. února 1863. Vedl ji penzionovaný respicient finanční stráže a hostinský Josef Pretz. Podle zápisu v nájemním protokolu městyse Dolní Dlouhá Loučka byla umístěna poštovní kancelář do konce roku 1864 v obecním hostinci čp. 156 na návsi (dnes již zbouraném, na jehož místě je jezírko s vodopádem). Odtud ji Pretz přeložil přeložil do domu čp. 210 (Lubomír Bahounek), kde byla do roku 1865. Josef Pretz vedl poštu až do své smrti 12. 10. 1879, potom ji převzala vdova Tereza Pretzová, později provdaná Schenková a řídila ji 4. 10. 1884, načež ji do konce roku administroval poštovní expeditor, pozdější poštmistr ve Vítkovicích Adolf Pressner. 1. ledna 1885 převzal úřad Jan Kalný a přestěhoval jej do domu čp. 16 (Radek Fabrik, dříve Vl. Anděl), kde zůstal do 1. května 1890. Potom úřad umístil ve svém domě čp. 8 (stávající budova pošty). Jan Kalný byl později jmenován poštmistrem.
Před zřízením pošty v Dlouhé Loučce byly zásilky přinášeny, zpravidla třikrát týdně, okresním sluhou z poštovního úřadu v Uničově. Po aktivaci poštovního úřadu v Dlouhé Loučce nastalo denní spojení pěší poselskou poštou s poštovním úřadem v Uničově. Roku 1867 byly pochůzky změněny na denní poselské jízdy. 5. srpna 1889 byl v Dlouhé Loučce otevřen telegrafní úřad a 4. března 1913 telefonní centrála s deseti abonenty. Po poštmistru Kalném administroval poštovní úřad v roce 1913 Dominik Monze. Doručovací okrsek poštovního úřadu Dolní Dlouhá Loučka tvořily obce Dolní Dlouhá Loučka, Horní Dlouhá Loučka, Plinkout a Křivá.
Používaná razítka:
20. 2. 1863 > razítko rakouského typu (?)
1918–1920 > 1. Unter Langendorf J.1 ČSR, 2. Unter Langendorf D.1 ČSR
1920–1938 > razítka I. a II. typu ČSR
1938–1945 používala pošta německá razítka: 1938 > Unter Langendorf (b. Mährisch Neustadt), 1939 > Unter Langendorf über Mährisch Neustadt, 1943 > Marktlangendorf über Mährisch Neustadt
1945 > razítko provizorní ČSR
1946 > razítko pryžové s letopočtem 1946
1947 > razítka III. a IV. typu

## Části obce

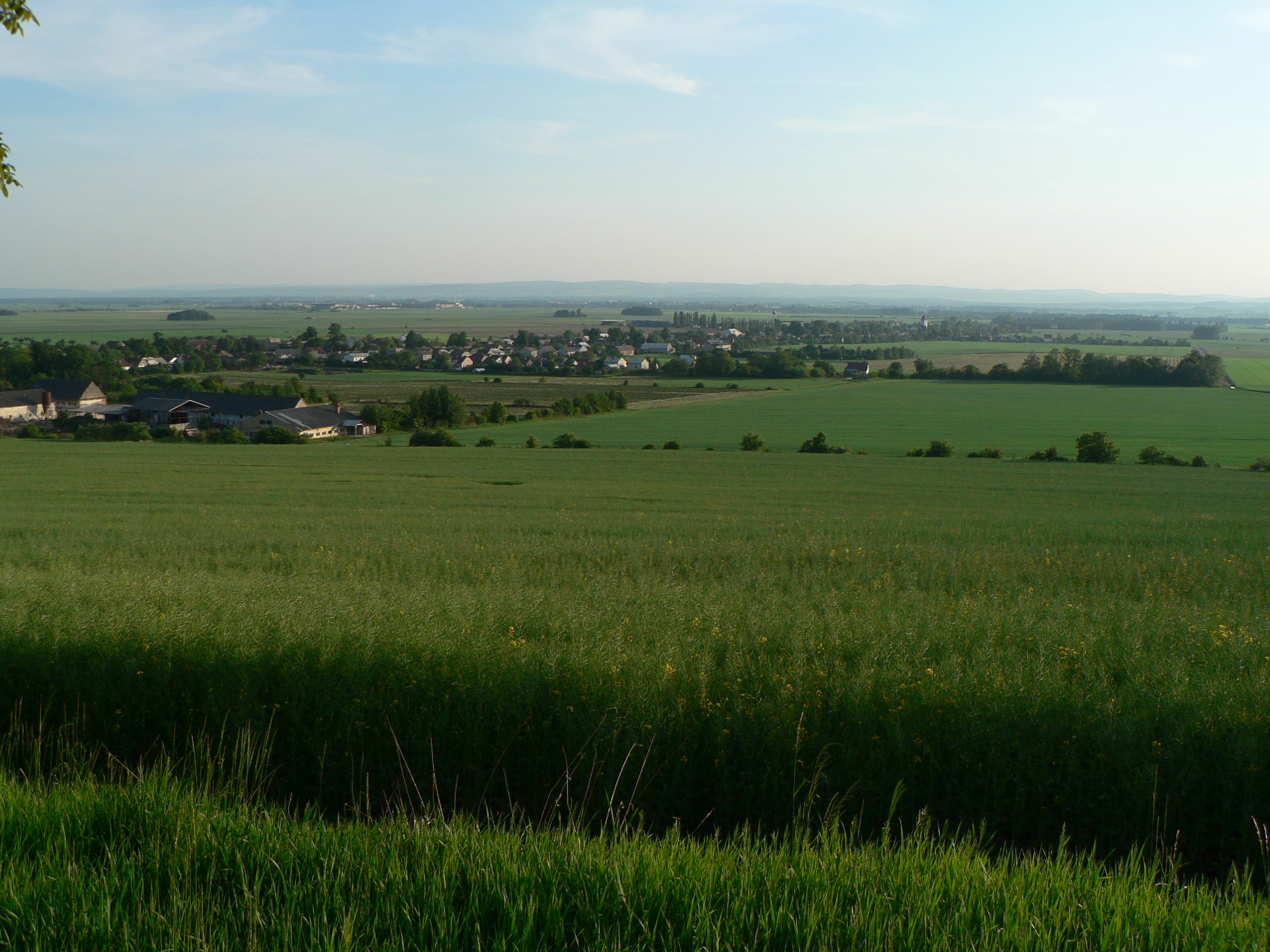
Pohled na Dlouhou Loučku od Křivé

- Dlouhá Loučka (k. ú. Dolní Dlouhá Loučka a Horní Dlouhá Loučka)
- Křivá (k. ú. Křivá)
- Plinkout (k. ú. Plinkout)

## Pamětihodnosti
- Renesanční zámek Dlouhá Loučka

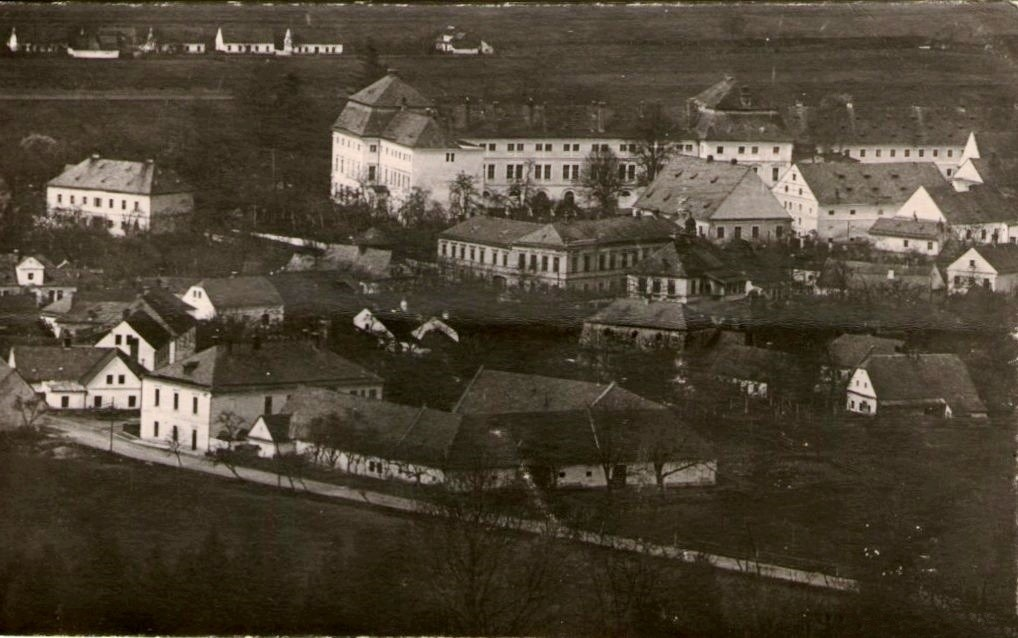
Zámek Horní Dlouhá Loučka před 1926

- Zámek Horní Dlouhá Loučka – zchátralý, původně barokní zámek vybudovaný v 17. století na místě tvrze z konce 16. století
- Kostel svatého Bartoloměje
- Sloup se sochou Panny Marie
- Pravoslavný kříž v Dlouhé Loučce
- Most se sochou Jana Nepomuckého z roku 1712

## Sportovní a společenský život
Významnými každoročními sportovními aktivitami s dlouholetou tradicí pořádanou Autoklubem Dlouhá Loučka na motokrosové trati Loučská kotlina jsou motoristické podniky nejrůznější úrovně, např.: Přebor Moravy, Mezinárodní mistrovství ČR ve třídách MX2, Open, Veterán, Mezinárodní mistrovství ČR Čtyřkolek a Side.
Samospráva obce pravidelně vyvěšuje moravskou vlajku.

## Rodáci a osobnosti
- Emil Czech (1862–1929), akademický malíř
- Lev Skrbenský z Hříště (1863–1938), kardinál, arcibiskup
- univ. prof. PhDr. Hugo Rokyta (1912–1999), historik kultury a umění